# Marokkói telepesek Nyugat-Szaharában

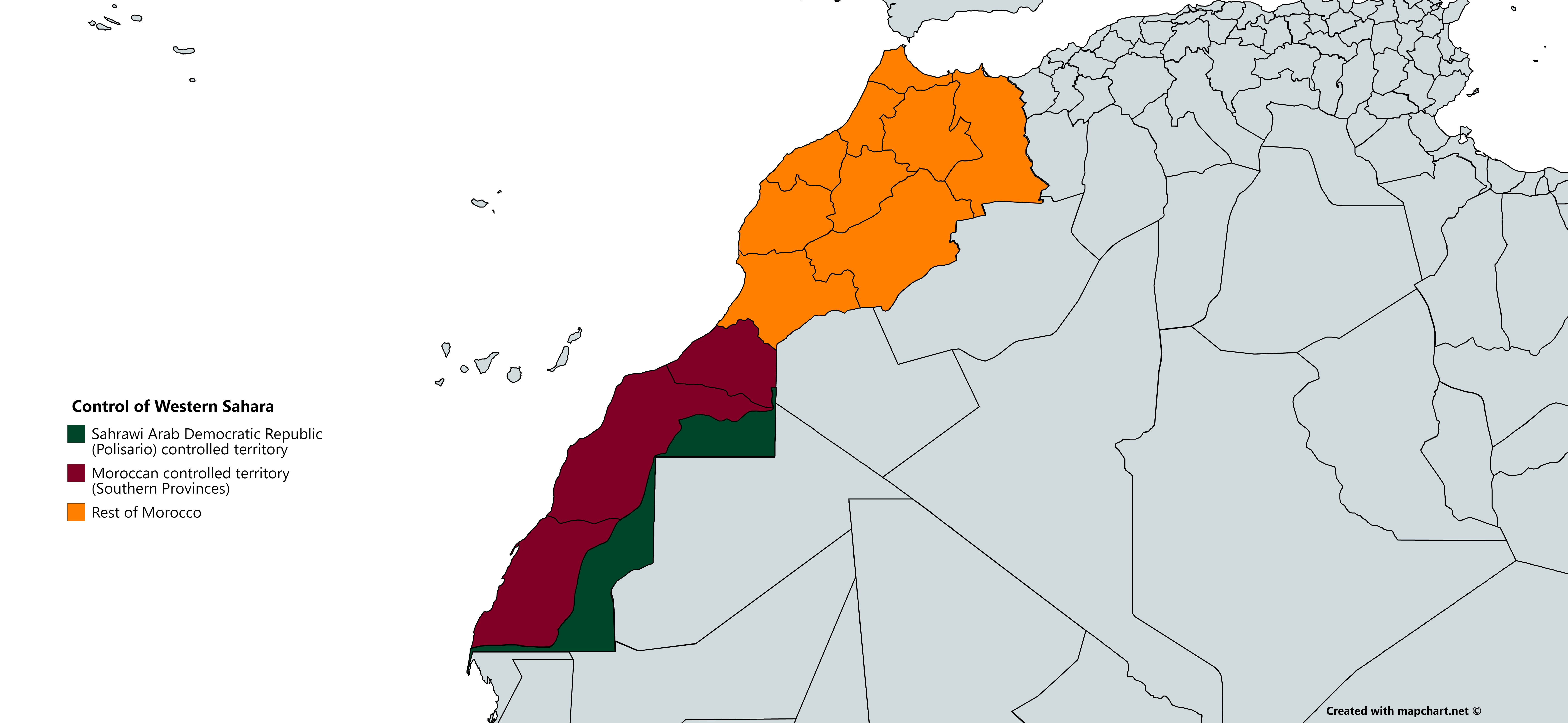
Nyugat-Szahara politikai felosztása 2020-ban. A vörössel jelzett rész a marokkói megszállási övezet, a zöld a Polisario Front által ellenőrzött de facto szabad országrész.

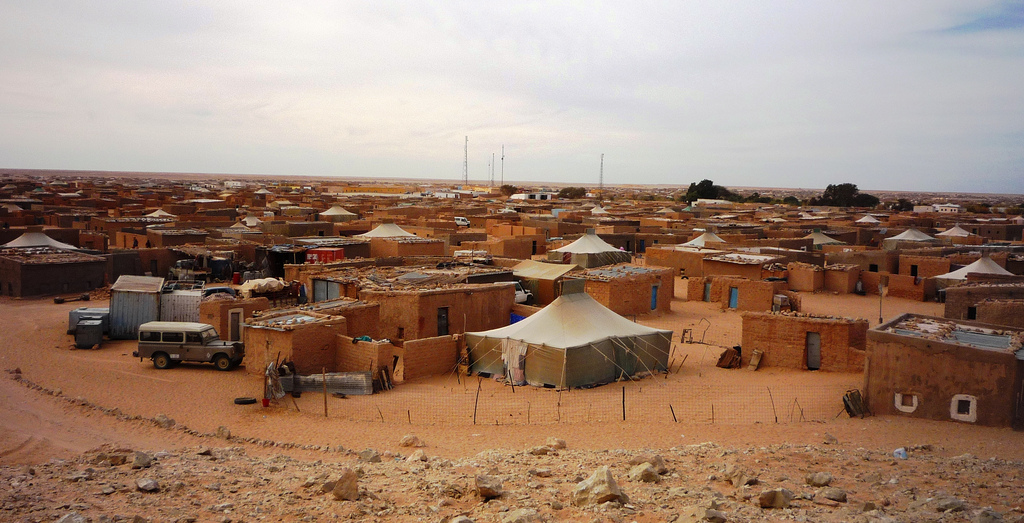
Az algériai Tindoufban található menekülttábor, ahol már évtizedek óta Nyugat-Szaharából elmenekült szahravik élnek.

A marokkói telepesek Nyugat-Szahara területére a térség 1975-ös marokkói megszállását követően kezdtek áramlani. A betelepítéseket a marokkói kormány rögvest a bevonulást követően megszervezte és több ezer marokkói állampolgárt hívott be az országba. Számuk az évek alatt csak nőtt és a marokkói megszállási övezetben akkorára duzzadt, hogy mára már a körülbelül 580 ezer fős lakosú ország népességének kétharmadát ezek a telepesek teszik ki.
Nemzetközi szakvélemények szerint a telepítésekkel Marokkó megsérti a genfi egyezményt, amely tiltja háborús konfliktus esetén egy megszállt ország területén a megszállók által végrehajtott telepítéseket. Hasonló módon jártak el a törökországi hatóságok Cipruson, ahol a nyugat-szaharaival majdnem egy időben bontakozott ki egy görög-török konfliktus (1974), melynek során a Ciprusi Köztársaságtól Törökország elhódította a sziget északi felét, ahová összegyűjtötte török ciprióta kisebbséget, továbbá anatóliai törököket telepített le, majd 1983-ban létrehozta az Észak-ciprusi Török Köztársaság nevű bábállamot. A török telepesek képezik ma a de facto ország lakosságának zömét.

## Előzmények
Nyugat-Szahara 1884-től spanyol protektorátus volt, mai területére a spanyolok fokozatosan terjesztették ki hatalmukat a következő húsz évben. A határokat illetően külön megegyeztek a mai Marokkót és Mauritániát uraló franciákkal. 1958-ban a területet gyarmattá szervezték Spanyol Szahara néven két korábbi körzet összevonásával. A szomszédos Mauritániában, Marokkóban, valamint Algériában is kialakuló antikolonista függetlenségi mozgalmak nacionalizmusa idővel Nyugat-Szaharát is elérte. A sorozatos felkelések eleinte rendre elbuktak, mígnem 1973-ban létrejött a Polisario Front nevű függetlenségi mozgalom, melyet Líbia és Algéria is támogatott, de más környező országok nem. Ennek ellenére a Polisario Front megkezdte a függetlenségi harcot és kivonulásra kényszerítette a spanyolokat.
Spanyolország ezzel szemben megállapodást kötött Mauritániával és Marokkóval, hogy feladja Spanyol Szaharát, illetőleg nem avatkozik be annak a szomszédos országokkal fennálló ügyeibe, mellyel lényegét tekintve szabad kezet adtak e két országnak, hogy magukba olvasszák a területet. Alighogy a Polisario Front deklarálta az ország függetlenségét máris megszállták Nyugat-Szaharát a mauritániai és marokkói csapatok, így a háború új megszállók ellen kellett, hogy folytatódjék.
A Mauritánia katonai ereje nem volt elég a Polisario Front megtörésére, sőt az országban is súlyos belső konfliktusok robbantak ki. A mauritániai lázadók, különösen az északi területeken szimpatizáltak is a Polisario Fronttal. Egy puccsot követően Mauritánia 1979-ben ki is vonult a területről. Marokkó erre azonnal annektálta a teljes országot, ami a Mauritániával való viszony megromlásához vezetett. Az ország szinte teljes nyugati fele tartósan marokkói ellenőrzés alá került, míg a másik felén a Polisario Front uralkodik.
A háború miatt a Nyugat-Szahara autochton lakosságát jelentő szahravik fele elhagyta az országot, s Algéria délnyugati részén telepedett le és napjainkban is ott élnek.

## Betelepítések
Marokkóból 1975-től fogva több hullámban érkeztek telepesek, amelyek egymás között is eltérő etnikumú és kultúrájú csoportok voltak (berberek és arabok). Részben a meglévő városokba költöztek be, mások új településeket hoztak létre, mivel Nyugat-Szahara autochton lakossága főleg nomád. A marokkói állam külön pénzügyi és adminisztratív támogatással segíti a mai napig a telepeseket és az általuk létrehozott településeket. Sőt akik napjainkban akarnak Marokkóból Nyugat-Szaharába települni, azok ennek megvalósítására külön támogatást is kapnak. Emiatt egy Nyugat-Szaharában élő marokkói telepes kétszer akkora fizetséget kap, mint egy Marokkóban élő honfitársa.
A Polisaro Front a mai napig hevesen tiltakozik mind a telepesek jelenléte, mind a folyamatos beáramlás ellen, mivel szerinte ez a békés megegyezést is ellehetetleníti a marokkói kormánnyal, sőt csorbítaná a szahravi nép autonómiához való jutásának lehetőségeit. Legutóbb 2018-ban a Polisario Front főtitkára Brahim Ghali jelezte ezt Horst Köhler ENSZ megbízottnak, hivatkozva a demográfia arculat megváltozására, amely a konfliktus megoldását akadályozza.
A Polisario Front számára a régóta halogatott függetlenségi népszavazás lehetőségét is kizárja a marokkói telepesek jelenléte, mivel a telepesek egyértelmű többsége vagy a Marokkóval való teljes egyesülés mellett foglalna állást, vagy megerősítené a megszálló állam dominanciáját.
A nyugat-szaharai kérdésben, miként az észak-ciprusi kérdésben is a marokkói telepesek gátló tényezőt jelentenek a megoldásban. Kofi Annan ENSZ-főtitkár mindkét esetben kudarcot vallott a 2000-es években és nem sikerült megoldania egyik, régóta húzódó konfliktust sem. A nyugati-szaharai kérdésben megbízott James Baker olyan béketervet terjesztett elő, amely első lépésben négyéves autonómiát biztosított volna Nyugat-Szaharának Marokkóban, amit egy függetlenségi népszavazás követne majd. Mind Marokkó, mind a Polisario Front elutasította ezt a tervet.
A többi ENSZ-tagország nem törekszik túlzottan állást foglalni a telepesek kérdésében. Az Amerikai Egyesült Államok külügyminisztériuma az emberi jogok nyugat-szaharai helyzetét elemző jelentésében például szóba se hozta a marokkói telepeseket.

## Külső hivatkozások
- Western Sahara’s stranded refugees consider renewal of Morocco conflict (The Guardian)
- Jacob Mundy: Moroccan Settlers in Western Sahara: Colonists or Fifth Column? (meridian.allenpress.com)